# Mamadou Sellou Diallo
Mamadou Sellou Diallo, né en 1966, est un réalisateur et producteur sénégalais de films documentaires. Il est également professeur de cinéma documentaire à l'Université Gaston-Berger de Saint-Louis du Sénégal.

## Biographie
Mamadou Sellou Diallo fait des études de lettres et l'Ecole Normale supérieure, étudié l'art dramatique et enseigne le français, avant d'être diplômé de l'école documentaire de Lussas en partenariat avec l'Université Stendhal Grenoble 3, où il a obtenu un Master 2 en «Réalisation Documentaire de Création».
En 2005 il fonde avec Gora Seck la maison de production les films de l'atelier,.
Il est professeur à l'UFR Civilisations, religions, arts et communication de l'Université Gaston-Berger de  Saint-Louis du Sénégal,, où il enseigne le cinéma documentaire, pour le Master de réalisation de documentaires de création qui a formé 80 cinéastes entre 2007 (année de sa création) et 2017. Dans le cadre de la recherche universitaire au Sénégal, il est membre et cofondateur avec François Fronty, du Groupe d’Études et de Recherche Cinémas du Réel en Afrique (GRECIREA). En France il est membre de réseau de recherche HESCALE (acronyme de: Histoire, Économie, Sociologie des Cinémas d'Afrique et du Levant) associé à l'Institut de recherche sur le cinéma et l'audiovisuel (IRCAV) à l'Université Sorbonne Nouvelle, Paris 3.
En 2019, il était président de l'Association 221 pour le cinéma qui vise la professionnalisation du cinéma africain. Il encadre des sessions de formation au cinéma documentaire en dehors du cadre universitaire,.
En tant que réalisateur il développe une approche cinématographique documentaire que les critiques de cinéma qualifient de poétique,. Il se déclare un penchant pour la poésie et se réclame de celles de Léopold Sedar Senghor, Verlaine et du poète sénégalais d'origine haïtienne Lucien Lemoine.
Amma, les aveugles de Dakar (2006) et Le Collier et la perle (2009) sont ses films les plus connus,. Son film Le collier et la perle a rencontré l'actualité quand, au moment d'achever celui-ci, plusieurs meurtres de femmes ont eu lieu au Sénégal. Le cinéaste a terminé son film en montrant des séquences où figurent des coupures de journaux de la presse sénégalaise relatant ces meurtres.

## Filmographie

### Réalisateur
- 2013: Le temps d’une semence (coréalisé avec Gora Seck). Moyen-métrage: 53 min. Couleur.
- 2009: Le Collier et la perle, lettre d’un père à sa fille. Moyen-métrage: 45 min. DV cam. Couleur.
- 2006: Amma, les aveugles de Dakar. Moyen-métrage: 52 min. DV cam. Couleur.
- 2003: Un autre présage. Court-métrage:16 min. DV cam. Couleur.

### Producteur
- 2018: Fiifiiré en Pays Cuballo de Mame Woury Thioubou. Court-métrage: 52 min. Couleur
- 2011 : Le goût du sel de Ndéye Souna Dieye. Moyen-métrage: 52 min. Video HD. Couleur.
- 2009: D’une rive à l’autre de Delphe Kifouani. Moyen-métrage: 52 min. Couleur.
- 2008: Nos ambassadeurs de Delphe Kifouani. Moyen-métrage: 52 min. Couleur.

## Publications
- Mamadou Sellou Diallo, « Nos regards ne se croiseront pas! », dans François de Fronty, Dix films d'Afrique, Paris, L'Harmattan, coll. « Images Plurielles : Scènes et écrans », octobre 2019 (ISBN 978-2-343-18020-5, présentation en ligne), p. 11-30
- Mamadou Sellou Diallo, « Le dispositif du "JE" dans le cinema documentaire africain des années 2000. », dans François Fronty et Delphe Kifouani, La diversité du documentaire de création en Afrique., Paris, L'Harmattan, août 2015 (ISBN 978-2-343-06986-9, présentation en ligne).